# Hilton Hotels & Resorts
Pour les articles homonymes, voir Hilton.

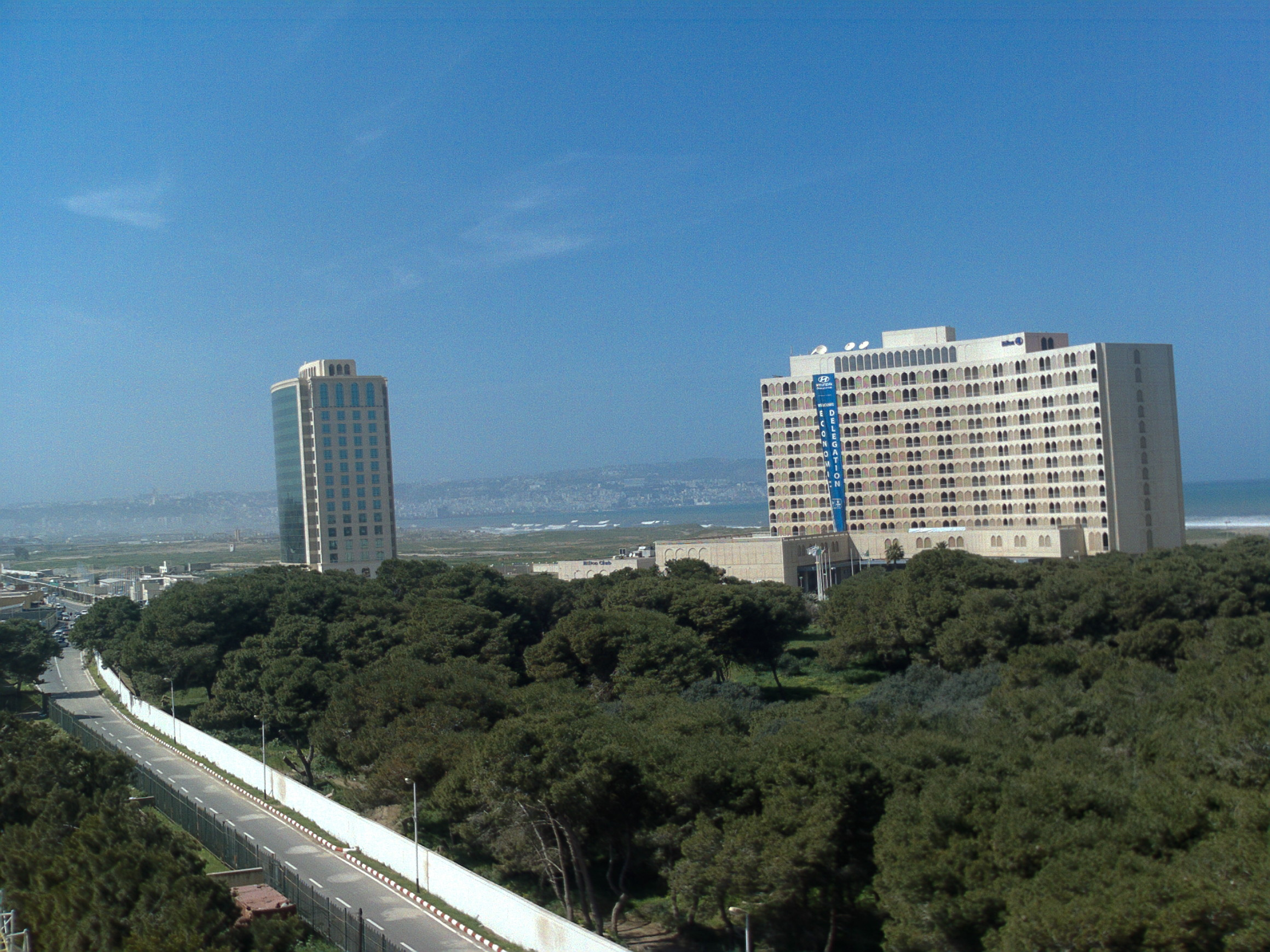
Hôtel

Hilton est un groupe hôtelier américain fondé par Conrad Hilton au début du XXe siècle. En 2023, Hilton demeure le troisième groupe hôtelier mondial avec plus de 7 000 établissements dans 123 pays.

## Histoire
C'est en 1919 que Conrad Hilton achète son premier hôtel à Cisco (Texas). Le premier hôtel à porter le nom « Hilton » est construit à Dallas en 1925. En 1943, Hilton devient la première chaîne hôtelière américaine. En 1949, le groupe ouvre son premier hôtel hors du territoire américain à San Juan (Porto Rico) et rachète le Waldorf-Astoria à New York.
En décembre 2005, les hôtels Hilton sont réunifiés. Séparés à l'amiable en 1964, l'américain Hilton Hotels Corporation a racheté le nom et les 400 hôtels du britannique Hilton Group qui se recentre sur son activité du jeu et cesse toute activité hôtelière.
Le groupe est racheté par Blackstone en juillet 2007 pour plus de 26 milliards de dollars.
En octobre 2014, le groupe vend l'hôtel Waldorf-Astoria de New York à une compagnie d'assurance chinoise pour 1,95 milliard de dollars, Hilton continuant de gérer l'hôtel.
En octobre 2016, HNA Group annonce l'acquisition d'une participation de 25 % dans Hilton Hotels & Resorts à Blackstone pour 6,5 milliards de dollars.

## Chaînes Hilton

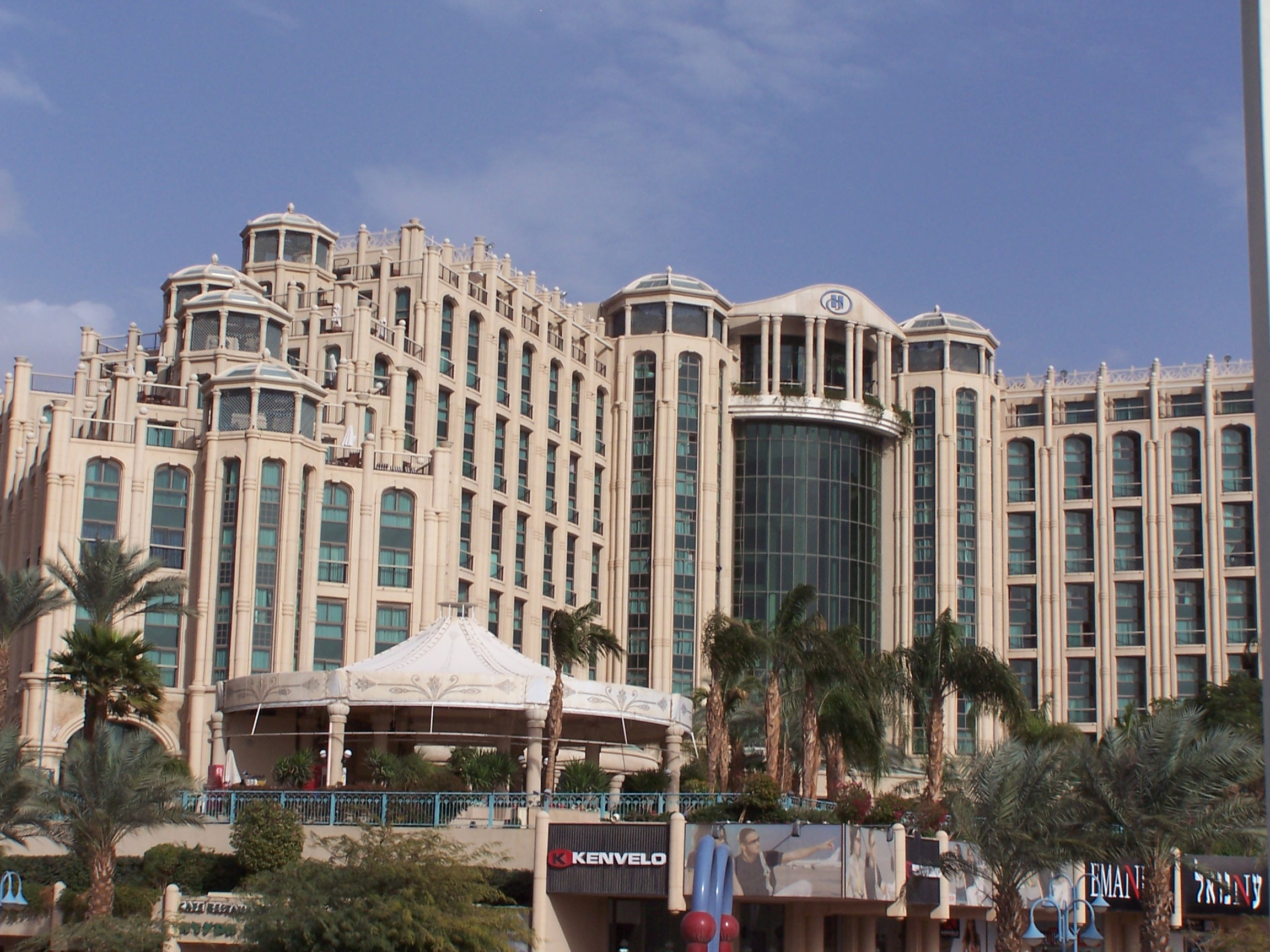
Hôtel à Eilat en Israël.

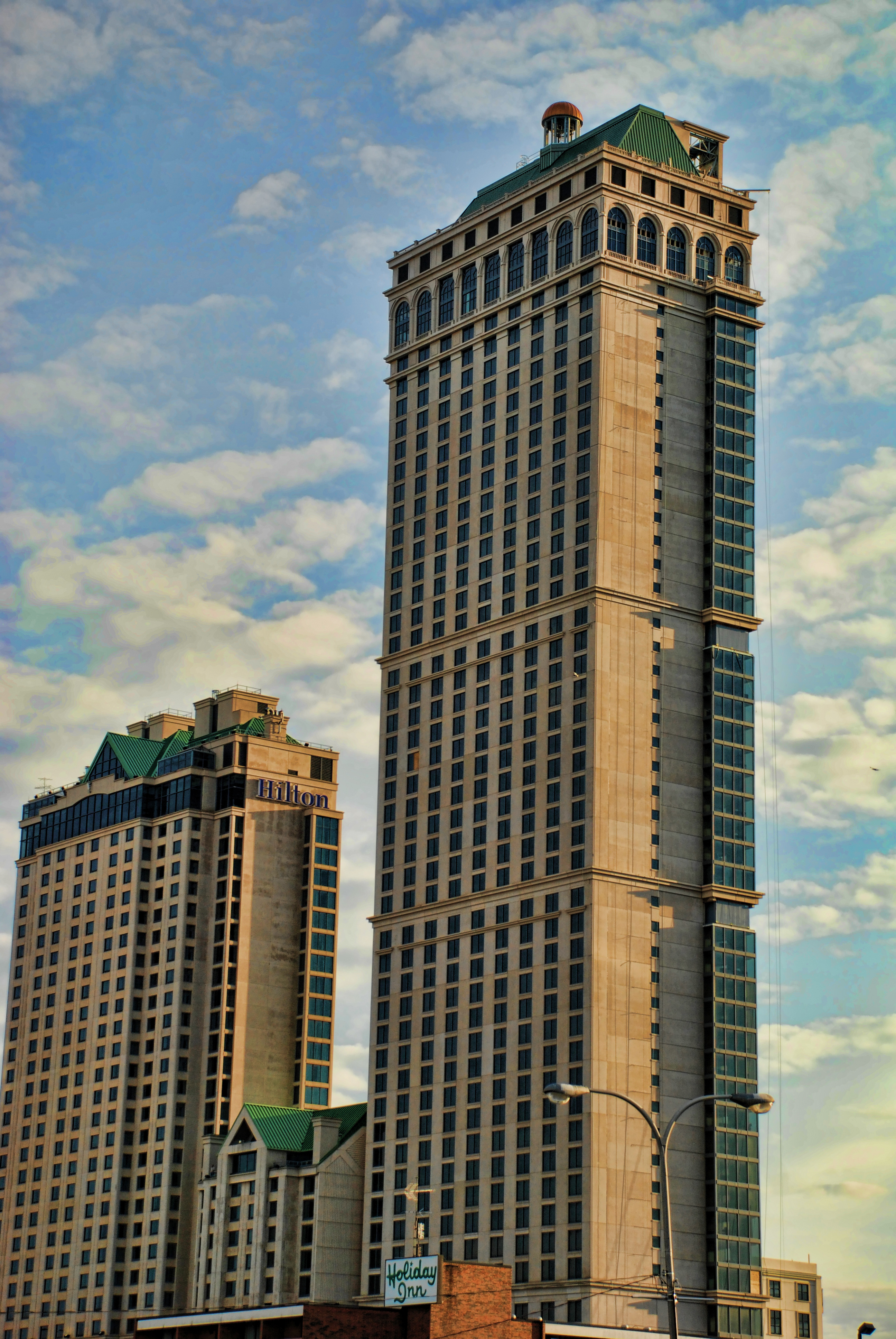
Hilton Niagara Falls

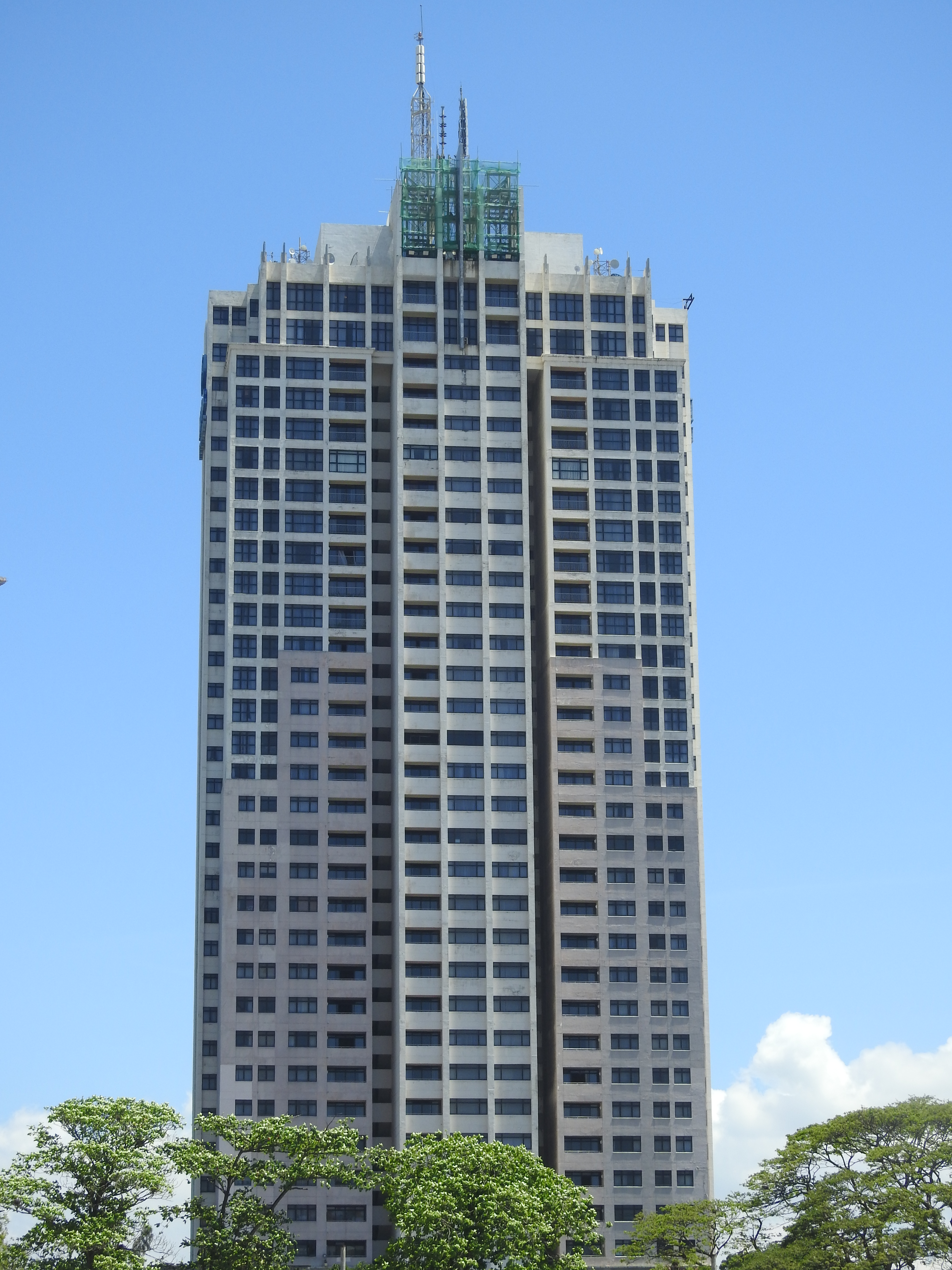
Hilton Tower Apartments au Sri Lanka

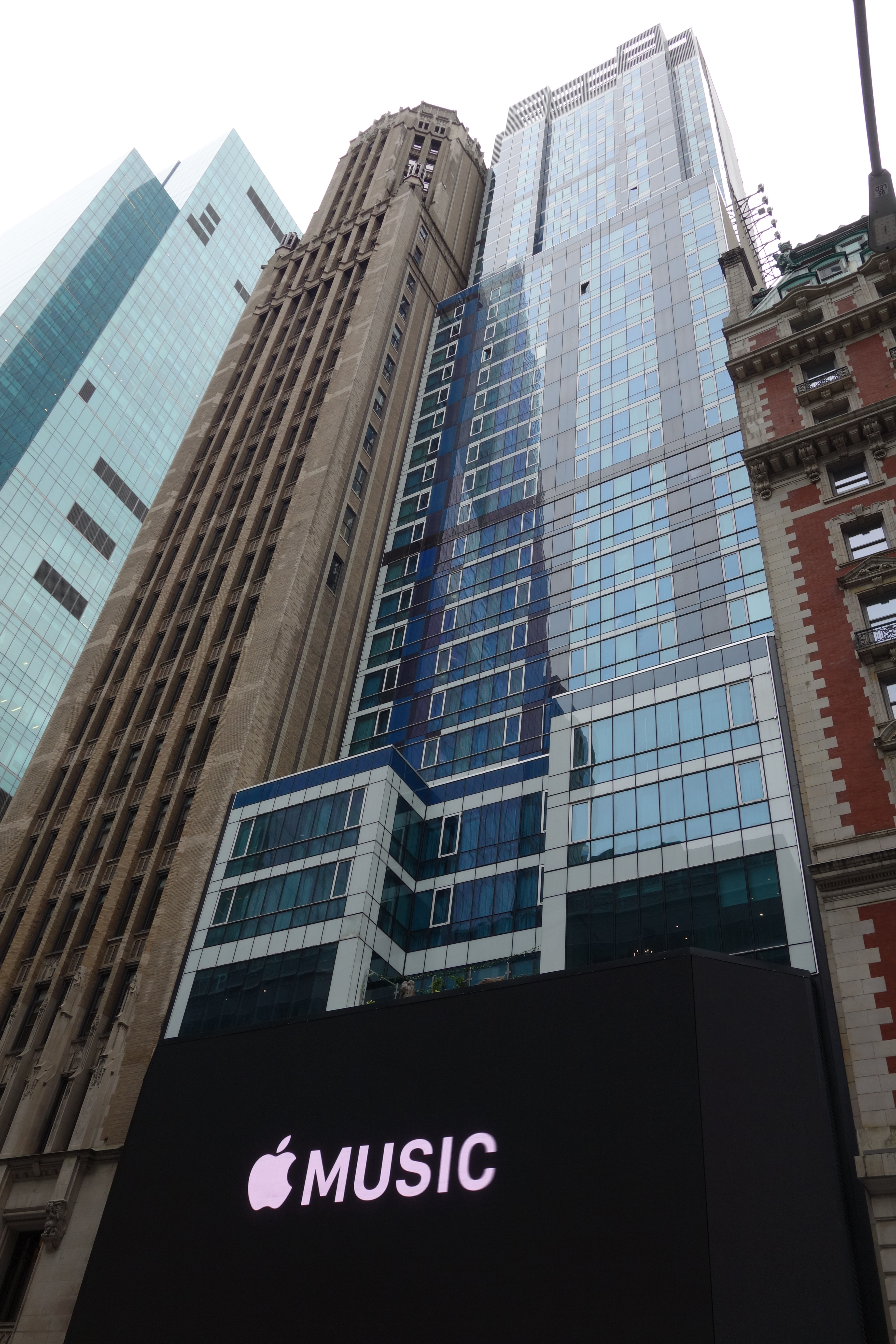
Hilton Garden Inn New York/Times Square Central à New York

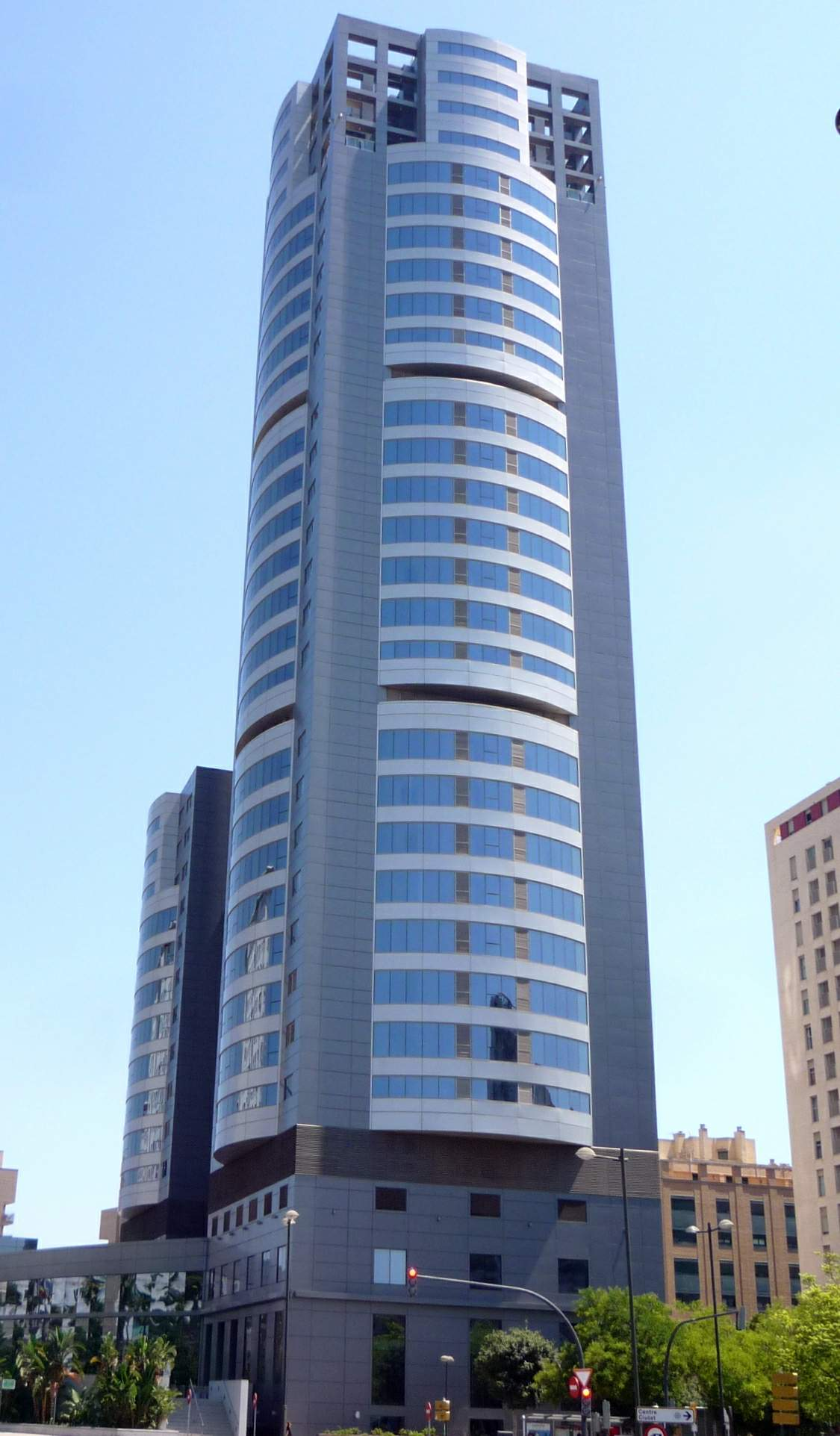
Hilton Valencia à Valence

En 2004, le groupe Hilton possède les chaînes suivantes :
- Hilton
- Conrad Hotels (en)
- Doubletree (en)
- Doubletree Guest Suites
- Doubletree Club Hôtel
- Embassy Suites Hotels (en)
- Hampton Inn (en)
- Hampton Inn & Suites
- Hilton Garden Inn
- Hilton Grand Vacations Company
- Homewood Suites by Hilton (en)
- Waldorf-Astoria Collection

### Hôtels prestigieux
Parmi les hôtels les plus prestigieux du groupe, on peut citer ;
- le Habana Hilton à Cuba, inauguré en 1958, c'est le plus grand hôtel d'Amérique latine à l'époque [4].
- The Beverly Hilton
- le Rome Cavalieri à Rome
- le Hilton Athens (en) à Athènes, en Grèce
- le Hilton Valencia à Valence (Espagne)
- le London Hilton on Park Lane à Londres
- le Hilton London Hyde Park à Londres
- le Waldorf Hilton à Londres
- le Hilton Moscow Leningradskaya Hotel à Moscou
- le Hilton Garden Inn Montréal centre-ville à Montréal au Canada
- le Hilton Québec, à Québec[5]
- le Hilton Niagara Falls à Niagara Falls au Canada.
- l'Austin Hilton Convention Center à Austin (Texas)
- le Hilton Chicago
- le New York Hilton Midtown (en)
- le Hilton Hawaiian Village à Honolulu
- le Hilton Waikoloa Village sur l'île d'Hawaï
- le Hilton Alexandria Mark Center à Alexandria (Virginie) aux États-Unis
- le Hilton Cincinnati Netherland Plaza à Cincinnati aux États-Unis
- le Hilton Fort Worth à Fort Worth aux États-Unis
- le Hilton Grand Vacations à Las Vegas aux États-Unis
- le Hilton Universal City and Towers à Los Angeles aux États-Unis
- le Hilton Milwaukee City Center à Milwaukee aux États-Unis
- le Hilton Garden Inn New York/Times Square Central à New York aux États-Unis
- le Skirvin Hilton Oklahoma City à Oklahoma City aux États-Unis
- le Hilton Financial District à San Francisco aux États-Unis
- le Hilton San Francisco & Towers à San Francisco aux États-Unis
- le Hilton Santa Fe Historic Plaza à Santa Fe aux États-Unis
- le Springfield Hilton à Springfield (Illinois) aux États-Unis
- l'Hôtel Admiral à Mobile (Alabama) aux États-Unis
- The Virginian Lynchburg à Lynchburg aux États-Unis
- le Centro Empresarial Nações Unidas - Torre Leste à Sao Paulo au Brésil
- le Hilton Doha Hotel à Doha au Qatar
- le Hilton Bakou à Bakou en Azerbaïdjan
- l'Al-Obeikan Hilton Tower Hotel à Riyad en Arabie saoudite
- le Hilton Hotel Towers à Chongqing en Chine
- le Hilton Hangzhou à Hangzhou en Chine
- le Hilton Kuala Lumpur, à Kuala Lumpur en Malaisie
- le Hilton Tower Apartments, à Colombo, au Sri Lanka
- le Millennium Hilton Bangkok à Bangkok en Thailande
- le Hilton Garden Inn Moscow New Riga, à Istra en Russie[6]

### Hôtels en France
En France, Hilton possède vingt-trois établissements :
- Douze en Île-de-France :
  - Hôtel Hilton Paris Opéra, à Paris (8e arrondissement)
  - Hôtel Hilton Paris La Défense, place de La Défense, à Puteaux (Hauts-de-Seine)
  - Hôtel Hilton Paris Charles De Gaulle Airport à Roissy-en-France (Val-d'Oise)
  - Hôtel Hilton Garden Inn Paris Orly Airport près de l'Aéroport de Paris-Orly à Rungis (Val-de-Marne)
  - Hôtel Hilton Garden Inn La Villette à Paris (19e arrondissement)
  - Hôtel Hilton Garden Inn Massy à Massy (Essonne)
  - Waldorf Astoria Versailles Hôtel Trianon Palace à Versailles (Yvelines)
  - Niepce Paris Hôtel, (Paris)
  - Maison Astor Paris, (Paris)
  - Le Belgrand Hôtel Paris Champs Elysées, Tapestry Collection, (Paris)
  - Hôtel Camille Paris Gare de Lyon, Tapestry Collection, (Paris)
  - Canopy by Hilton Paris Trocadero, (Paris)
  - Hôtel SAX Paris, (Paris)

- Onze en province :
  - Hôtel Hilton Évian-les-Bains à Évian-les-Bains (Haute-Savoie)
  - Hôtel Hilton Strasbourg à Strasbourg (Bas-Rhin)
  - Hôtel Hotel Lille Euralille à Lille (Hauts-de-France)
  - Hôtel Hilton Garden Inn Tours Centre (Indre-Et-Loire)
  - Hôtel Hilton Garden Inn Bordeaux Centre (Gironde)
  - Hôtel Hilton Garden Inn Le Havre Centre (Seine-Maritime)
  - Hôtel Hilton Garden Inn Marseille Provence Airport à Marignane (Bouches-du-Rhône)
  - Grand Hôtel des Sablettes-Plage à La Seyne-sur-Mer (Var)
  - Le Hameau des Pesquiers à Hyères (Var)
  - Canopy by Hilton Cannes, (Alpes-Maritimes)
  - Marty Hotel Bordeaux, Tapestry Collection, (Gironde)

### Au Maroc
En 2016, le groupe ouvre l’hôtel Hilton Garden Inn à Tanger. En 2017, le groupe renforce sa présence au Maroc en ouvrant une nouvelle unité à Tanger, le "Hilton Tanger City Center Hotel & Residences" d'une capacité de 180 chambres.
En 2024, le groupe ouvre un hôtel Double Tree sur le campus de l'UM6P à Benguerir, d'une capacité de 215 chambres.